# Jiří Polák (politolog)
Jiří Polák (* 27. května 1933, Zábřeh nad Odrou, Československo) je český a švédský politolog, překladatel, spisovatel a úředník. V roce 1965 emigroval do Itálie. Později se odstěhoval do Švédska, kde žije dodnes v Södra Sandby u Lundu.

## Životopis
Maturoval na gymnáziu v roce 1953. Poté pracoval jako technický překladatel a úředník. V roce 1965 se s manželkou nevrátili z oficiální cesty do Říma, kde požádali o azyl. Odtam odešli do Švédska, kde Jiří Polák studoval na Lundské univerzitě v letech 1979–1986, nejprve románské jazyky, angličtinu a čínštinu, poté společenské vědy, zejména politologii. V Lundu získal v roce 1986 doktorát z mezinárodní politiky. Roku 1973 byl pasován rytířem Vojenského a špitálního řádu sv. Lazara Jeruzalémského. O své disertační práci Dependence Patterns in the Soviet Bloc tvrdí že v ní "předpověděl brzký rozpad východního bloku", tehdy to ale již bylo téma mnohých diskusí a řady publikací. Poslední léta před penzí (1998) pracoval v přistěhovaleckém úřadě města Malmö, kde za dob studií (1989) začal pracoval na částečný úvazek.
Od odchodu do penze se plně věnuje tématům tzv. "deliberativní demokracie", kterou nazývá "Direct Deliberative Democracy, D3", přímé demokracie a kritiky stranického pojetí demokracie.
V roce 1998 uspořádal v Příbrami "První mezinárodní konferenci o přímé demokracii", další konference následovaly v letech 2000 a 2011.
Od téhož roku také vydává bulletin "Worldwide Direct Democracy Newsletter", později přejmenovaný na "Direct Democratic Euro-Vision Newsletter".
Spolu s Milanem Valachem inicioval Hnutí za přímou demokracii (HzPD), jehož je také spoluzakladatelem, dále hnutí Demokracie s Petrem Czaschem.
Publikoval také články o čínské filosofii a vědě (Tchaj-wan a Švédsko), politické romány 2084 (1992), Závody (2003) a Soumrak bohů Nového světa (2013) a řadu politologických traktátů, jako Democracy – Direct or Indirect? (1993), Direct Democracy of Tomorrow (s Jaroslavem Kočím), Direkt Demokrati: Historia, analyser, perspektiv (švédsky) a další.

## Citát
Základní chyba je v tom, že nynější ústava, a tudíž systém na ní vybudovaný, nejsou ani demokratické, ani legitimní. V článku 2 nynější ústavy se praví: 'Lid je zdrojem veškeré státní moci; vykonává ji prostřednictvím orgánů moci zákonodárné, výkonné a soudní.' S tím samozřejmě musí každý přesvědčený demokrat souhlasit. Ale v článku 5 se praví: 'Politický systém je založen na svobodném a dobrovolném vzniku a volné soutěži politických stran.' Nuže, je-li lid zdrojem veškeré státní moci, nemá nikdo právo lidu předpisovat na jaké základní instituci musí být stát založen. To si musí lid určit sám na základě ústavy schválené většinou účastníků ústavodárného referenda. Politické strany si napsaly ústavu samy pro sebe a předstírají, že je platná a legitimní bez schválení občany. Tím se podvodně zmocnily moci ve státě i v krajích, předstírajíce, že toto je demokracie. Při tom už několik let existuje návrh Občanské ústavy ... jakož i některé jiné podobné návrhy. Tyto návrhy nebyly nikdy předloženy k veřejné diskusi a referendu. Občanské iniciativy – místo aby se tříštily v kritice okrajových jevů a návrzích na zlepšení v rámci nedemokratického systému – by se měly především zaměřit na požadavek demokratizace samotného systému na základě referenda o občanské ústavě. Volit jinou stranu nebo jiné politiky nevede k ničemu.
Jiří Polák, Výzva k diskusi 

## Publikace
- Jiří Polák: Internationalism a new factor in world politics, translated by Charles Montagu-Evans, The International Society Club, Sweden 1977, ASIN B005AVWE08
- Jiří Polák: Dependence patterns in the Soviet bloc : the case of Romania and East Germany, dissertation / thesis (doctoral), Lund University, 1986 / Studentlitteratur, Lund 1986, ASIN B0007BR8WA, ISSN 0460-0037
- Jiří Polák: Democracy Direct or Indirect – A Model of Direct Democracy, The Case of Sweden, DD Publishing (Direct Democracy Publishing,), Praha 1993, ISBN 80-901356-1-7
- Jaroslav Kočí, Jiří Polák: Direct democracy of Tomorrow: A System of Computer-based Management, DD Publishing, Praha 1996, ISBN 978-80-90135-63-5
- Břetislav Fajkus, Gerlinda Šmausová, Jiří Polák: Brněnské přednášky 1, Edice Torzo, Masarykova univerzita, Brno 1998, ISBN 80-210-1933-6
- Milan Valach, Jiří Polák, Veronika Valachová, Pavla Bařinová : Přímá demokracie pro Českou republiku, s návrhem "Občanské ústavy", L. Marek, Brno 2004, ISBN 9788086263496, dostupné online
- Jiří Polák: Texty o přímé demokracii, Marek Belza, Krásná Lípa 2013

### Překlady
- Peter C. Dienel: Plánovací buňka – občan jako šance, překlad Jiřího Poláka, Marek Belza, Krásná Lípa 2008
- George S. Sagi: Teorie přímé demokracie, překlad a úvod Jiřího Poláka, Studio Contrast, Brno 2002 (Community Church College, 2002), 
ISBN 0-9682925-1-8, dostupné online

### Romány, beletrie
- 2084, DD (DD Publishing), Praha 1992, ISBN 978-80-90135-60-4
- Závody, L. Marek, Brno 2003, ISBN 80-86263-43-6
- Soumrak bohů nového světa, Marek Belza, Krásná Lípa 2013, ISBN 978-80-87116-26-5